# Samtgemeinde Gartow
Die  Samtgemeinde Gartow ist eine Samtgemeinde im Landkreis Lüchow-Dannenberg in Niedersachsen. In ihr sind fünf Gemeinden zur Erledigung ihrer Verwaltungsgeschäfte zusammengeschlossen. Der Sitz der Verwaltung der Samtgemeinde liegt im Flecken Gartow.

## Geografie

### Nachbargemeinden
Die Samtgemeinde Gartow grenzt im Westen an die Samtgemeinde Lüchow (Wendland), im Norden an den Landkreis Prignitz (Brandenburg), im Osten an den Landkreis Stendal und im Süden an den Altmarkkreis Salzwedel (beide Sachsen-Anhalt).

### Samtgemeindegliederung
Die Samtgemeinde Gartow umfasst eine Stadt, einen Flecken und drei Gemeinden.
- Gartow, Flecken
- Gorleben
- Höhbeck
- Prezelle
- Schnackenburg, Stadt

Das Niedersächsische Landesamt für Statistik zählt das gemeindefreie Gebiet Gartow nicht zur Samtgemeinde Gartow. Die Größe von ca. 134 km² umfasst allein die fünf Mitgliedsgemeinden.

## Geschichte
Die Samtgemeinde wurde 1972 aus 16 Gemeinden, die in die fünf heutigen Mitgliedsgemeinden zusammengeschlossen wurden, gebildet.

## Religion
62 % der Bevölkerung sind evangelisch, 4 % katholisch.
In allen fünf Orten der Samtgemeinde gibt es evangelisch-lutherische Kirchen und Kapellen, die zum Kirchenkreis Lüchow-Dannenberg der Evangelisch-lutherischen Landeskirche Hannovers gehören:

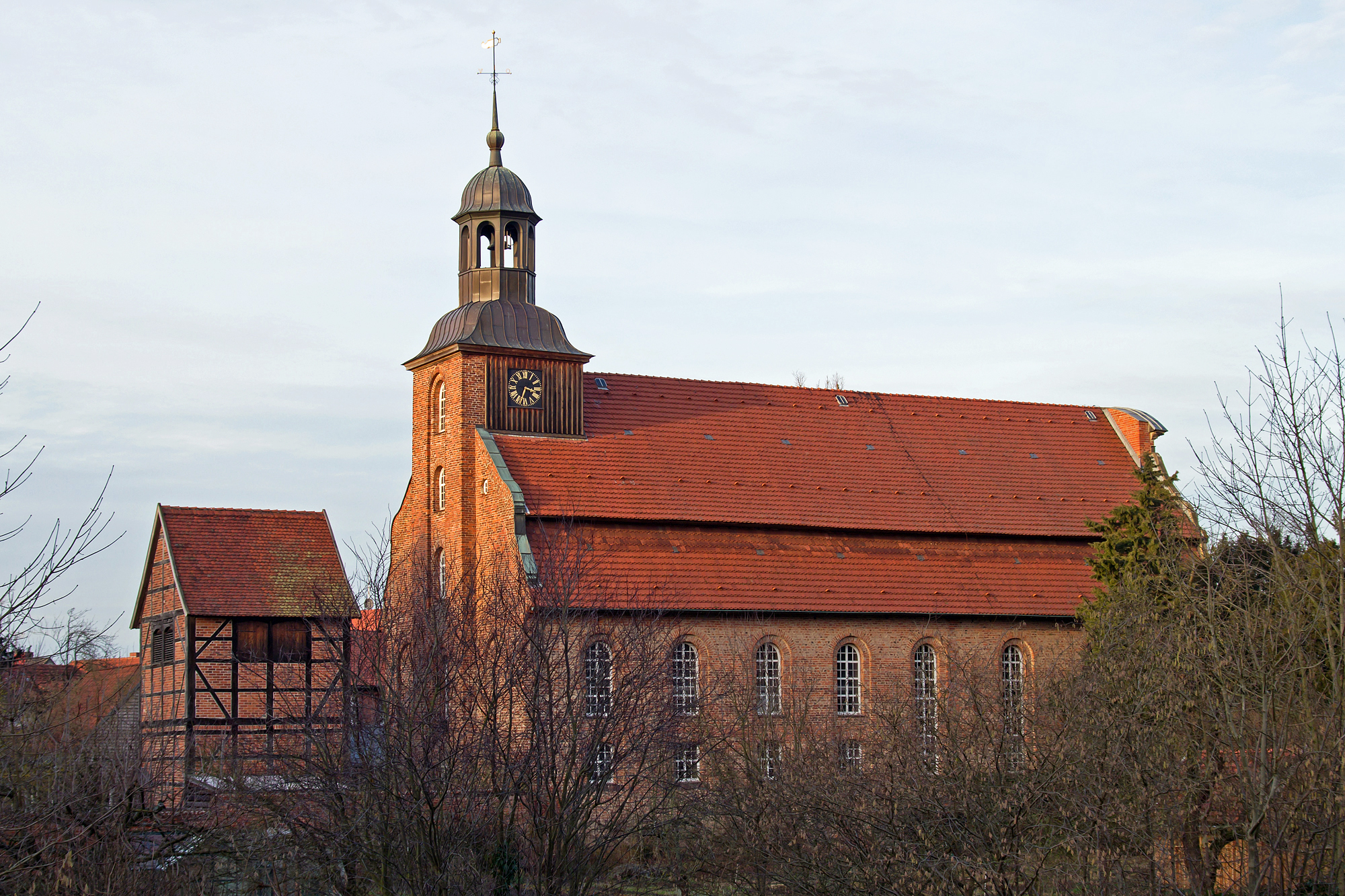
Gartow
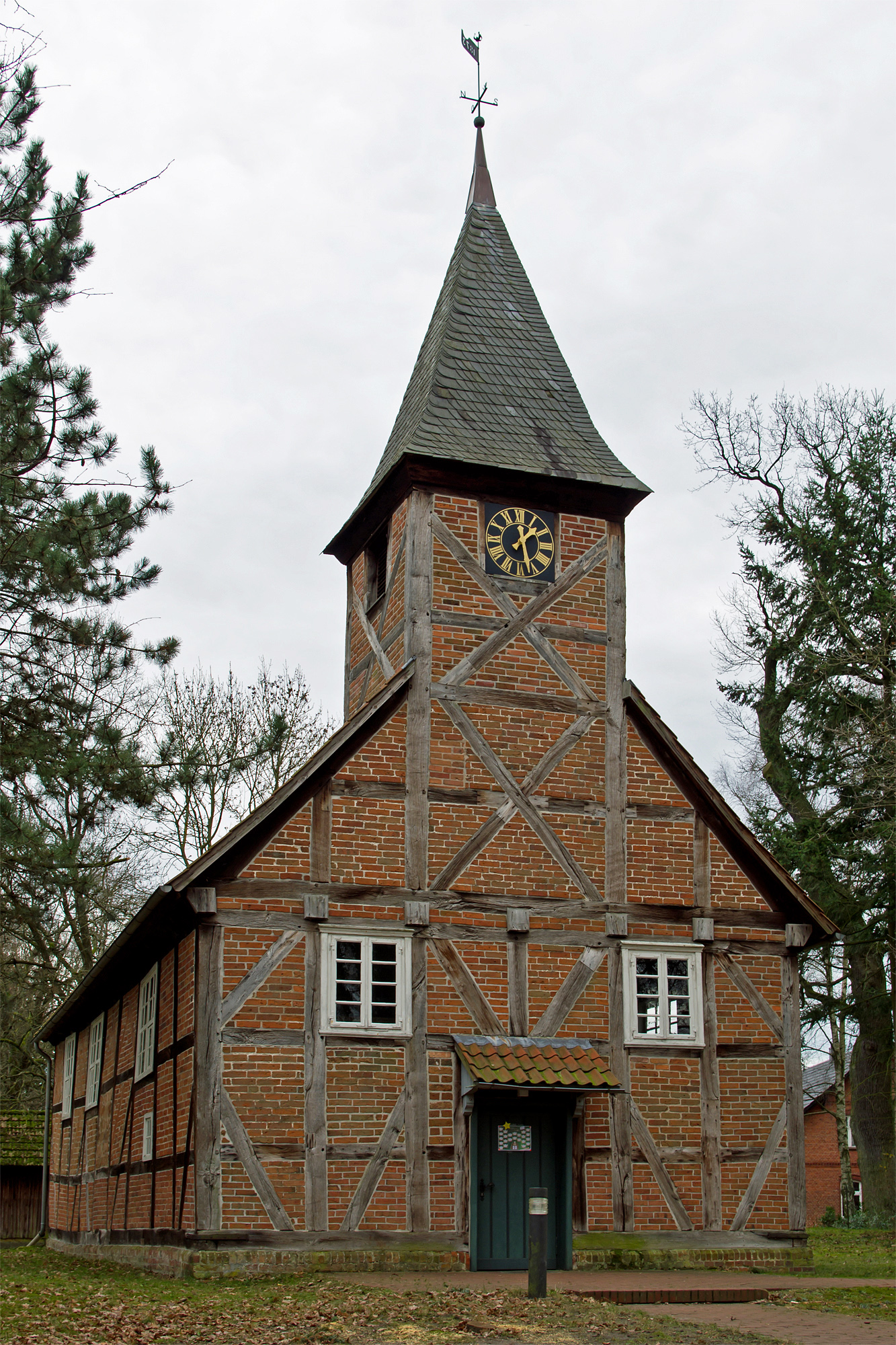
Gorleben
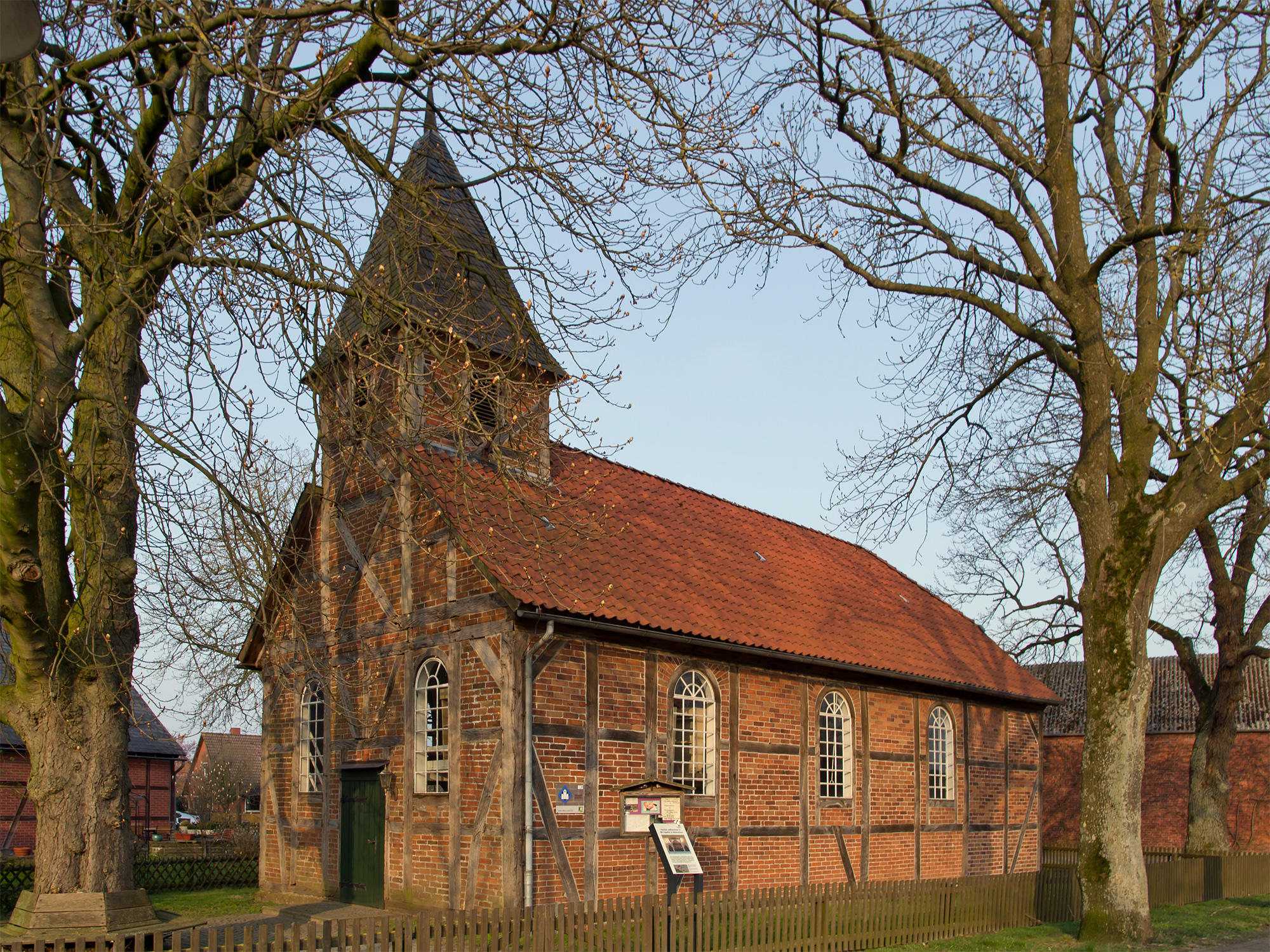
Gorleben-Meetschow
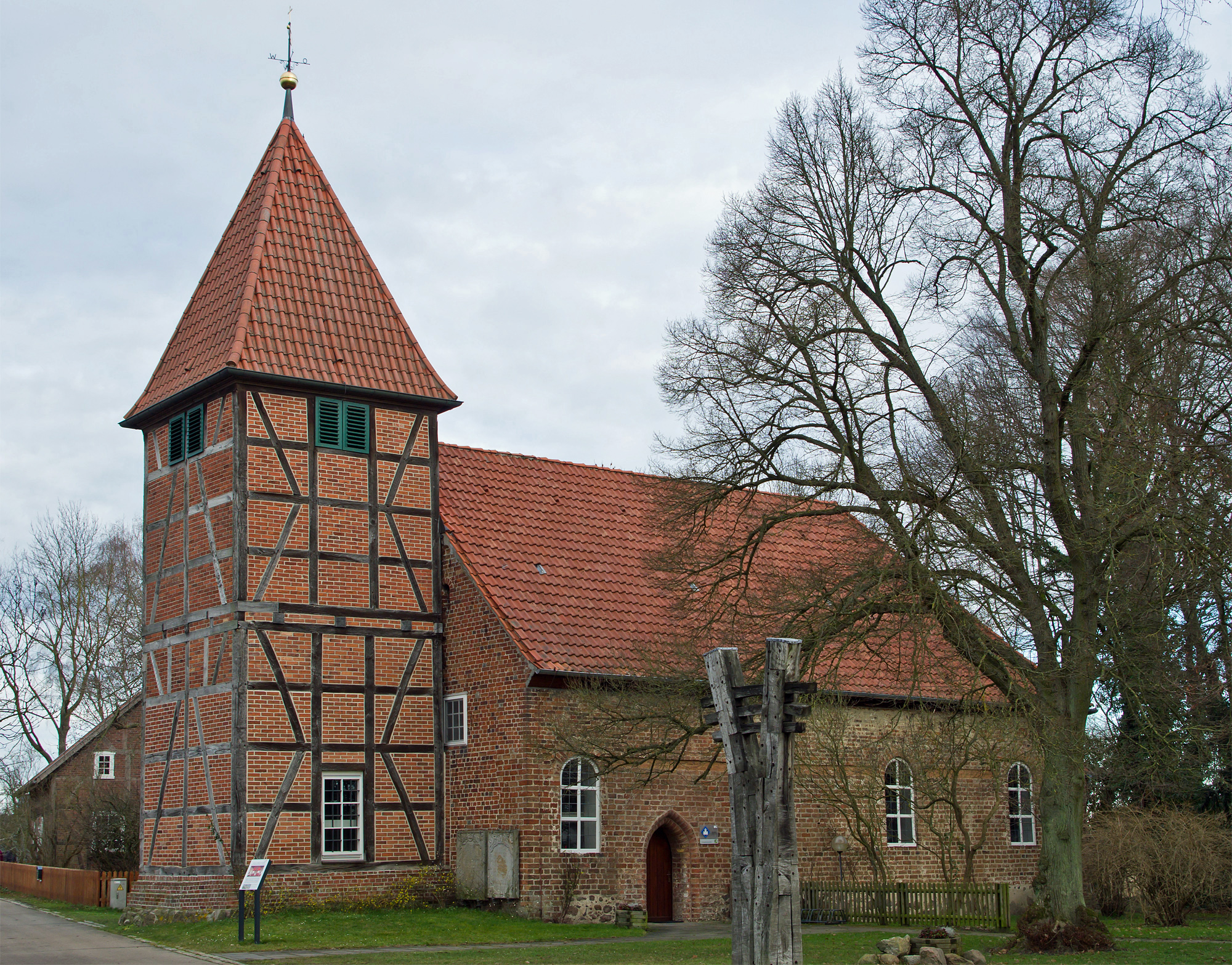
Höhbeck-Restorf
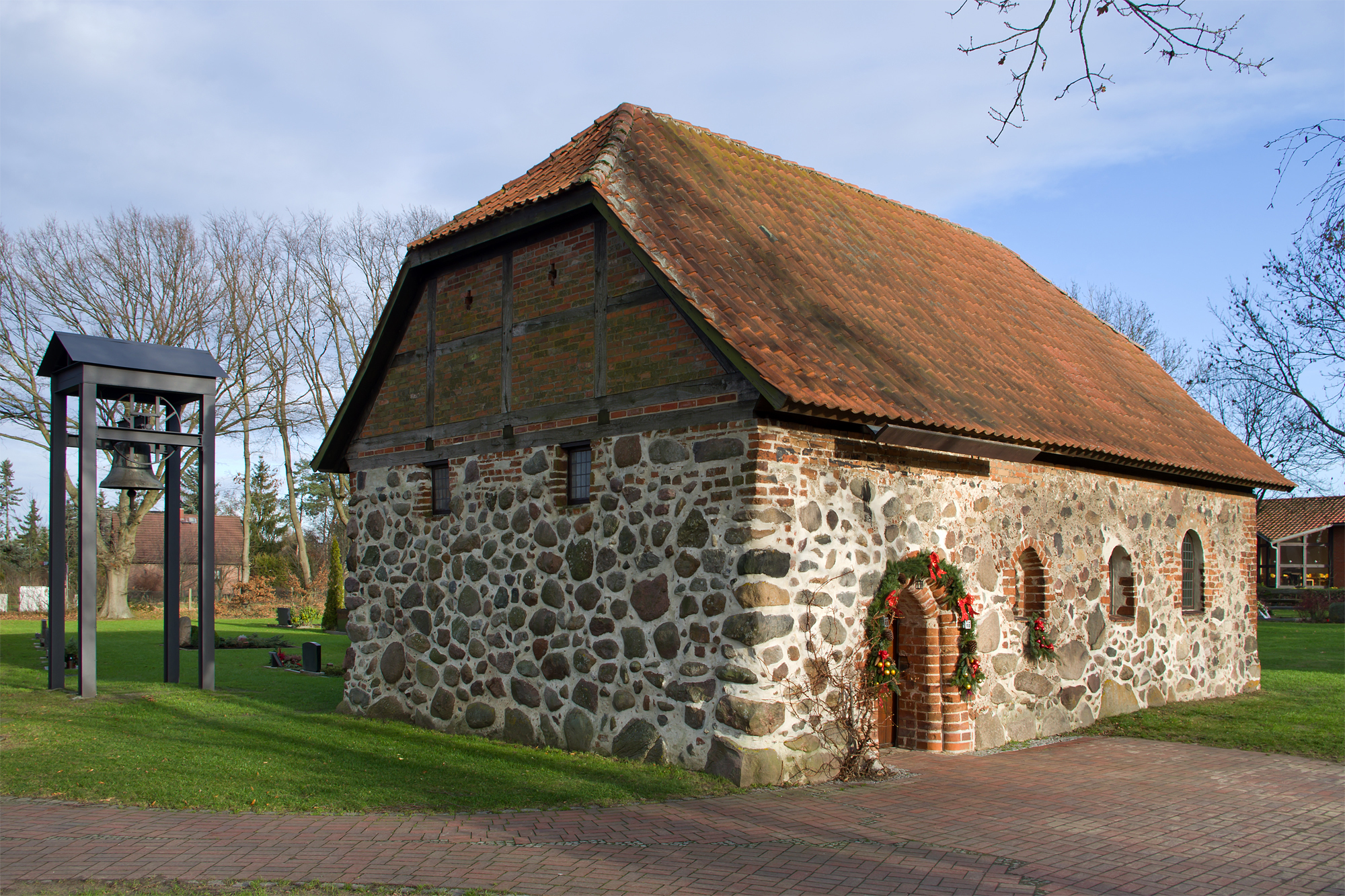
Höhbeck-Vietze
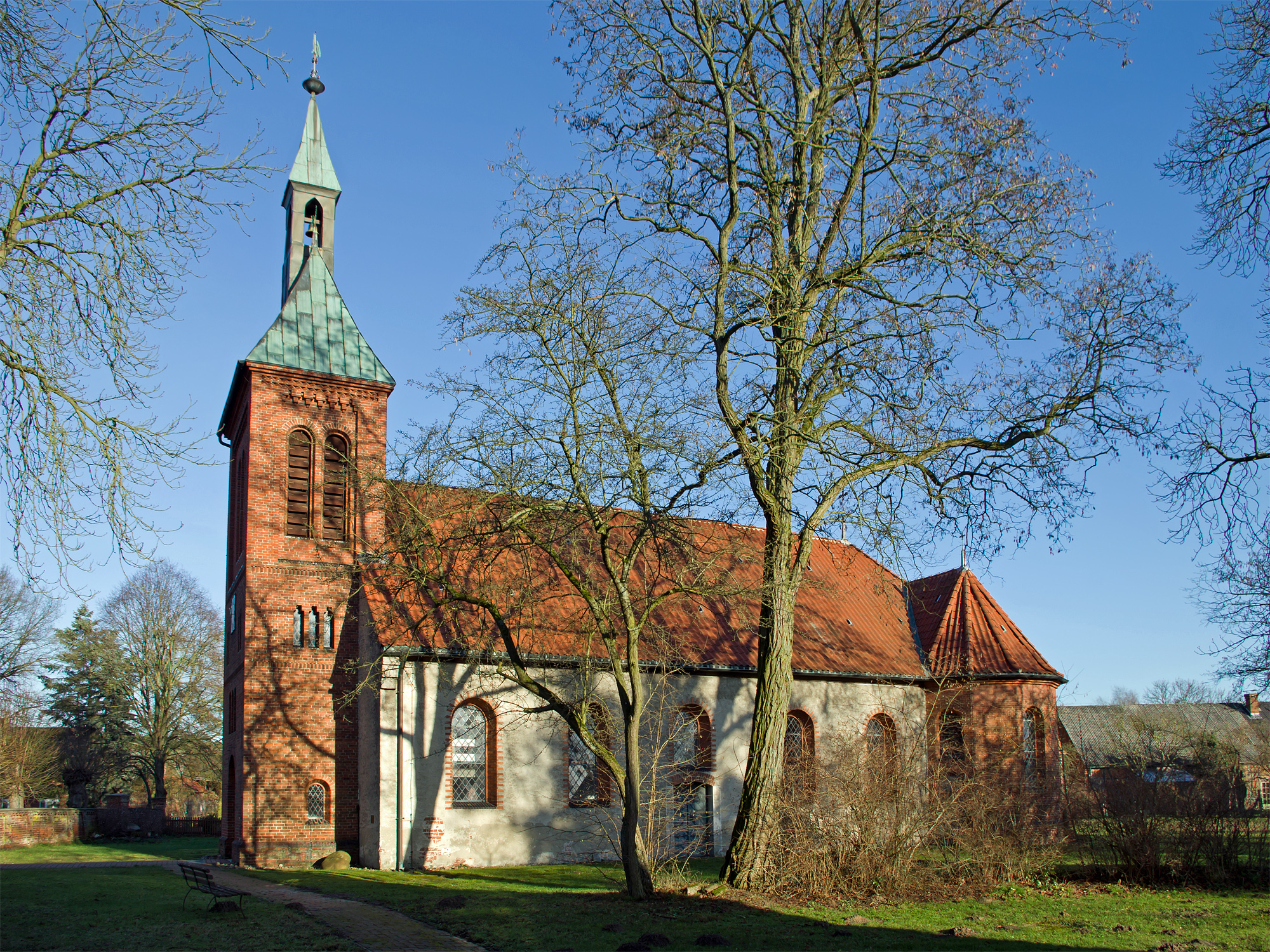
Prezelle
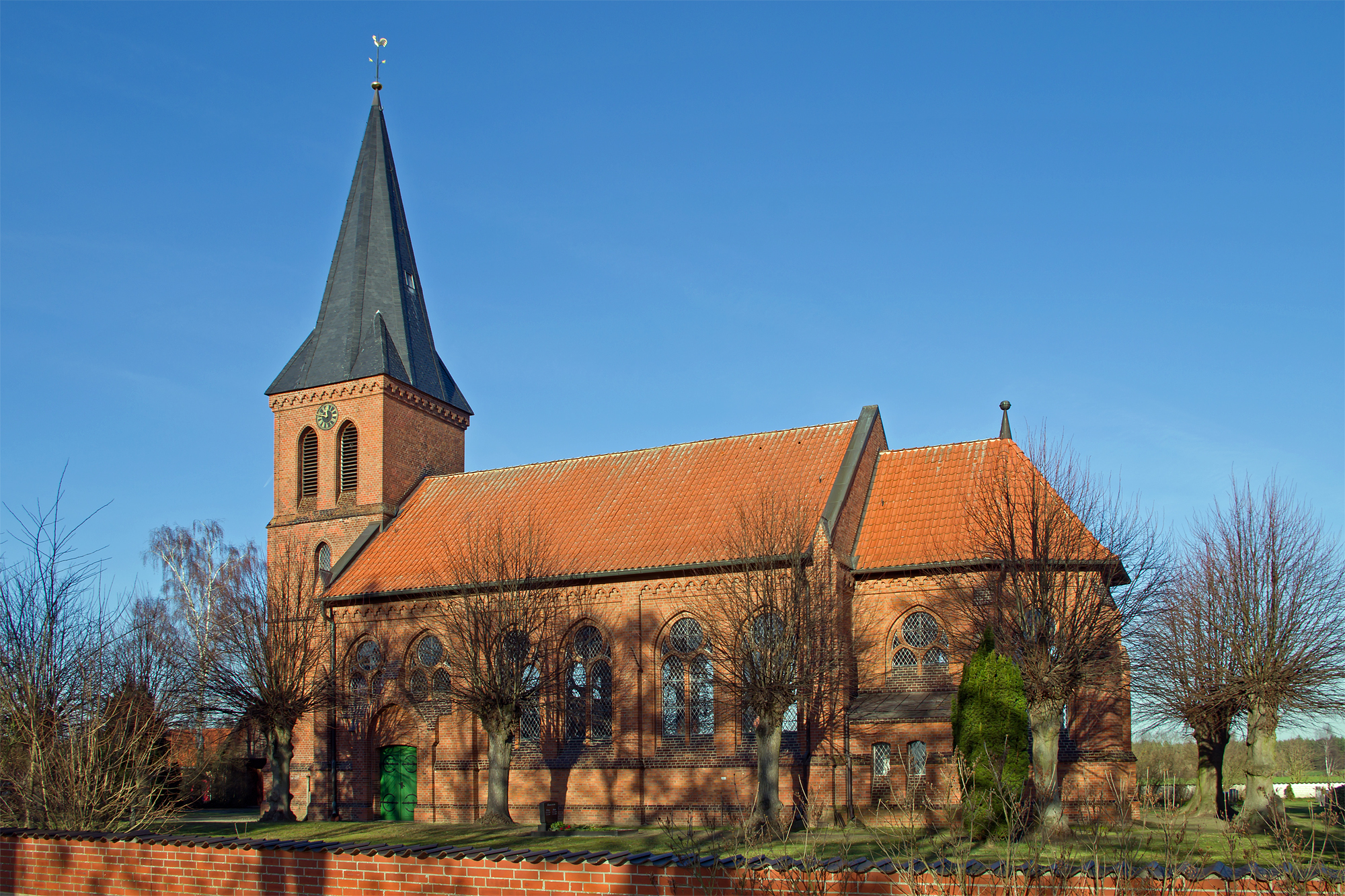
Prezelle-Lanze
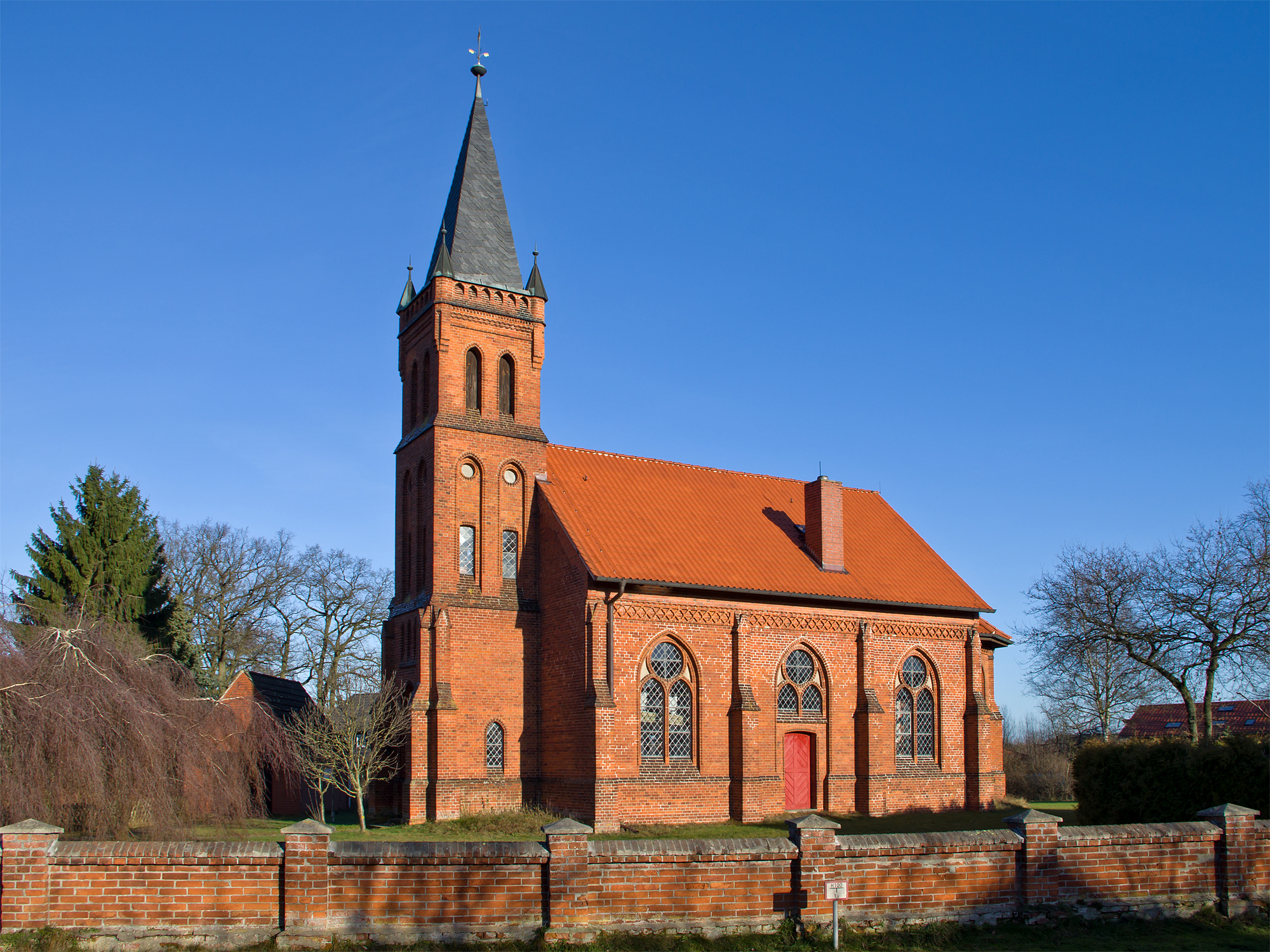
Prezelle-Lomitz
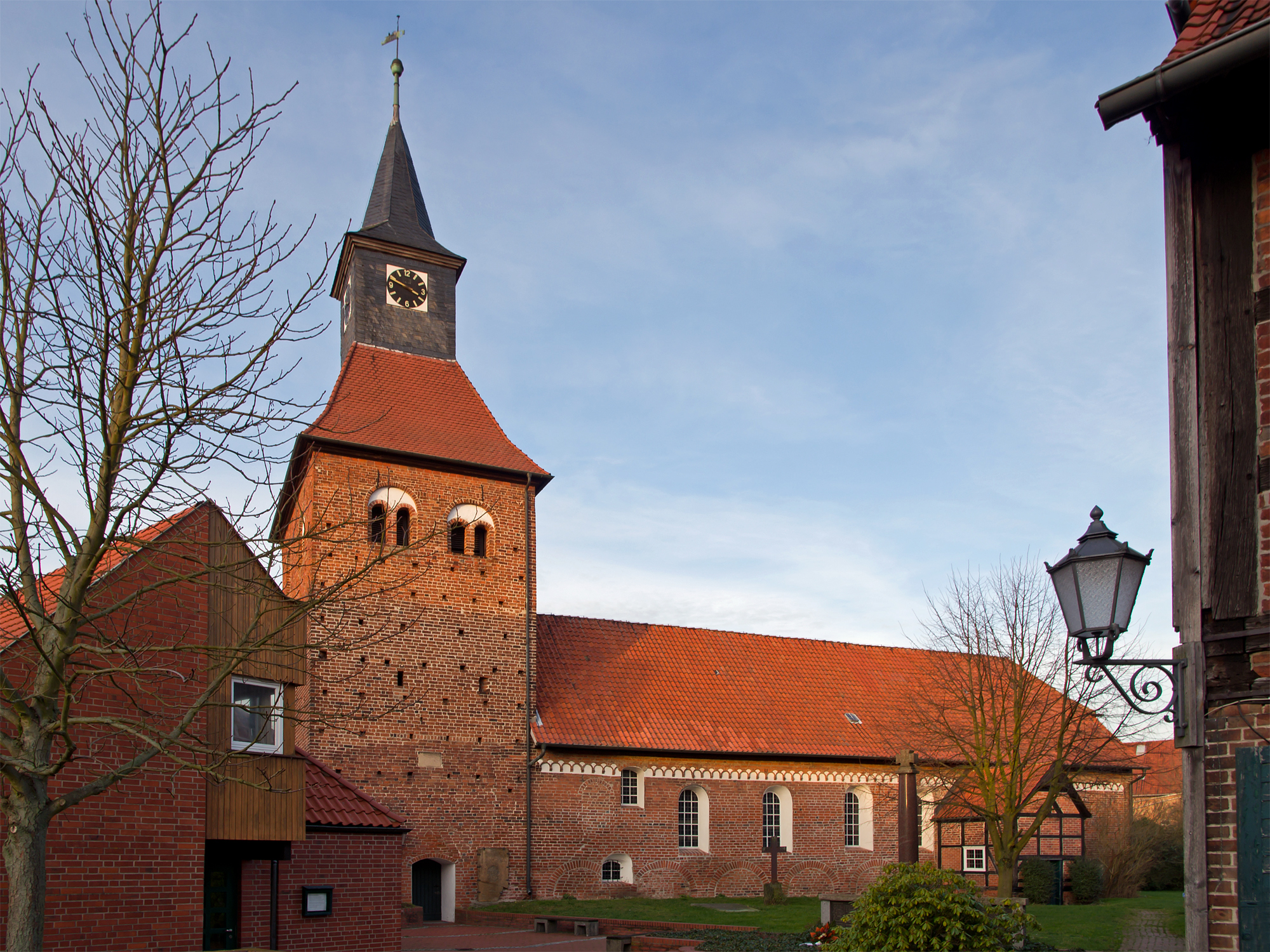
Schnackenburg
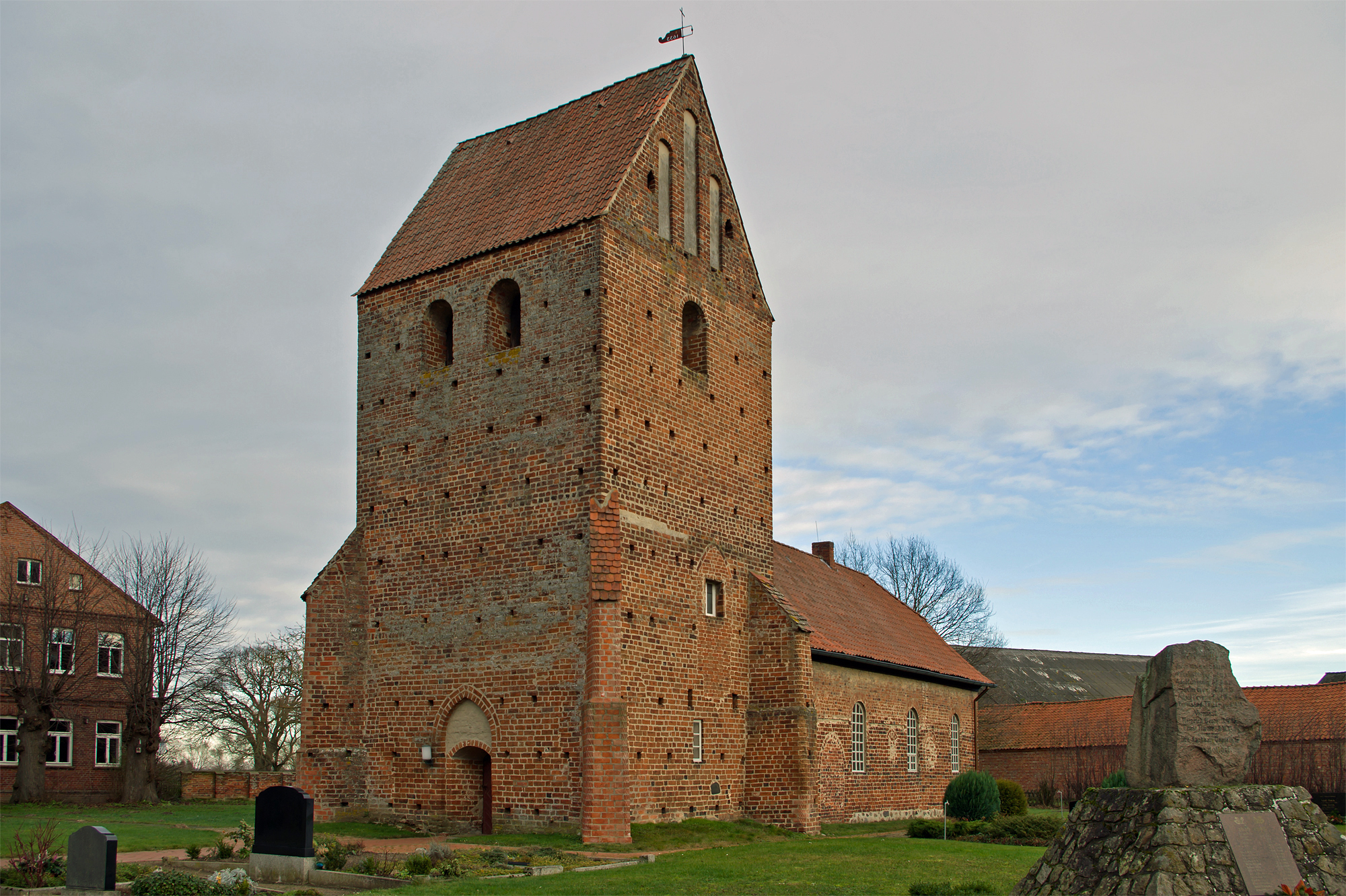
Schnackenburg-Holtorf
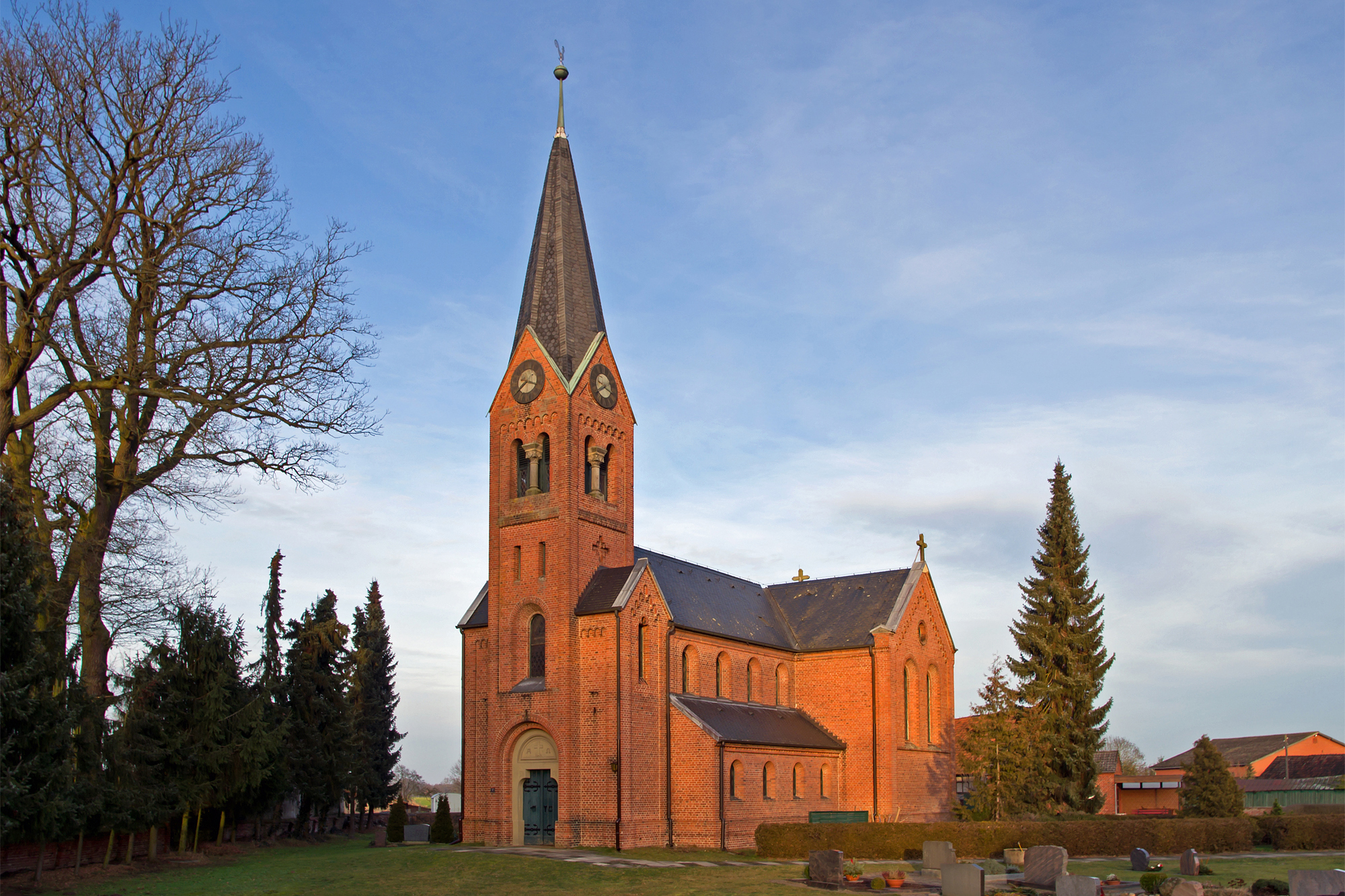
Schnackenburg-Kapern

Die wenigen Katholiken gehören zur Pfarrei St. Agnes in Lüchow, Bistum Hildesheim. Ein näher gelegener Gottesdienstort ist allerdings Lenzen (Elbe) im Erzbistum Berlin.

## Politik
Die Samtgemeinde Gartow gehört zum Landtagswahlkreis 48 Elbe und zum Bundestagswahlkreis 38 Lüchow-Dannenberg – Lüneburg.

### Samtgemeinderat
Der Rat der Samtgemeinde Gartow besteht aus 14 Ratsfrauen und Ratsherren. Dies ist die festgelegte Anzahl für eine Samtgemeinde mit einer Einwohnerzahl zwischen 3.001 und 5.000 Einwohnern. Die 14 Ratsmitglieder werden durch eine Kommunalwahl für jeweils fünf Jahre gewählt. Die aktuelle Amtszeit begann am 1. November 2021 und endet am 31. Oktober 2026.
Stimmberechtigt im Rat der Samtgemeinde ist außerdem der hauptamtliche Samtgemeindebürgermeister Christian Järnecke (CDU).
Die letzte Kommunalwahl am 12. September 2021 hatte das folgende Ergebnis:
| Samtgemeinderat 2021Insgesamt 14 Sitze - SPD: 2 - Grüne: 3 - UWG: 2 - WG: 1 - CDU: 6 |

Vorherige Sitzverteilungen:
| Wahljahr                                                                 | CDU | UWG | SPD | Grüne | Gesamt   |
| 2016                                                                     | 8   | 2   | 2   | 2     | 14 Sitze |
| 2011                                                                     | 7   | 3   | 2   | 2     | 14 Sitze |
| _____________________ UWG: Unabh. Wählergemeinschaft Samtgemeinde Gartow |     |     |     |       |          |

### Samtgemeindebürgermeister
Hauptamtlicher Samtgemeindebürgermeister der Samtgemeinde Gartow ist Christian Järnecke (CDU). Bei der letzten Bürgermeisterwahl am 25. Mai 2014 wurde er mit 58,8 % der Stimmen gewählt. Sein Gegenkandidat Dieter Maurischat (SPD) erhielt 41,2 %. Die Wahlbeteiligung lag bei 68,9 %. Järnecke trat seine Amtszeit am 1. November 2014 an und löste den bisherigen Amtsinhaber Friedrich-Wilhelm Schröder ab, der nicht mehr kandidiert hatte.
Bei der Wahl zum Samtgemeindebürgermeister 2021 wurde Järnecke mit 78,53 Prozent der Stimmen im Amt bestätigt.

### Wappen
Das Wappen der Samtgemeinde Gartow zeigt neun goldene Kugeln auf blauem Schild (Wappen der früheren Grundherren von Bülow in Gartow).

### Gemeindepartnerschaften
Eine Gemeindepartnerschaft mit der Landgemeinde Sokołów Podlaski in Polen besteht seit 1999.